# Baduy
Les gens de Kanekes ou Baduy(Urang Kanekes), sont une communauté coutumière d'Indonésie non islamisée du sud de Banten, dans la province de Java occidental. Ils sont environ 12 000 et vivent dans le massif des monts Kendeng (à ne pas confondre avec la caldeira de Kendeng). Leur territoire consiste en 50 km2 de forêts à 120 km à l'ouest de Jakarta, la capitale de l'Indonésie.
Les Baduys se divisent en deux sous-groupes : les Baduy Dalam (« Baduys de l'intérieur ») et les Baduy Luar (« de l'extérieur »). Les non-Baduys n'ont pas le droit d'entrer en contact avec les Baduy Dalam, mais peuvent rencontrer des Baduy Luar. 

## Étymologie
Le nom « Baduy » est un exonyme : il a été attribué de l’extérieur à cette communauté montagnarde de l’ouest de l'île de Java. Deux explications dominent : certains chercheurs néerlandais auraient rapproché ces paysans de montagne des Bédouins (« Badawi ») du désert, d’où le terme ; d’autres lient plutôt le mot aux toponymes locaux, tels la rivière Cibaduy et le mont Baduy, situés au nord de leur territoire.
Les intéressés, eux, se présentent avant tout comme urang Kanekes (« peuple de Kanekes »), du nom de leur région, ou utilisent simplement celui de leur village, par exemple Urang Cibeo. 
Aussi, « Baduy » demeure une étiquette étrangère, tandis que leur identité véritable s’enracine dans la terre et les hameaux qu’ils habitent.

## Langue
Les Baduy parlent un dialecte sundanais propre à leur communauté ; lorsqu’ils échangent avec des visiteurs, ils utilisent l’indonésien appris de façon informelle, sans école. Fidèles à leurs tabous (pikukuh), surtout dans les villages « intérieurs » (Baduy Dalam), ils refusent l’enseignement formel : leurs croyances Sunda Wiwitan, leurs règles et leurs récits se transmettent uniquement à l’oral. Malgré les pressions – des projets d’écoles remontant à l’ère Soeharto jusqu’aux initiatives récentes –, ils privilégient toujours l’apprentissage par l’observation et la pratique quotidienne (agriculture, tissage, herboristerie), considéré comme suffisant pour répondre aux besoins du monde extérieur sans sacrifier leurs coutumes.

## Territoire et population
Le peuple Baduy vit dans la région du village de Kanekes, dans le district de Lebak. Leur territoire de 5 137 hectares - environ 50 km2 de collines couvertes de forêts, entre 170 et 410 mètres d'altitude (6° 29′ S, 106° 04′ E)- n'est accessible qu'après plusieurs heures de marche à travers la jungle. Les hameaux bordent le fleuve Ciujung et ses affluents : trois sont occupés par les « Baduy de l'intérieur » (en indonésien : Baduy Dalam) et cinquante-neuf par les « Baduy de l'extérieur » (Baduy Luar),. Sur les quelques 12 000 personnes de la communauté, environ 90% appartiennent au groupe de l'extérieur.
L'économie repose principalement sur l'agriculture sur brûlis. Les Baduy tissent aussi des vêtements (kain tenun) et confectionnent des sacs traditionnels, destinés tant à l'usage quotidien qu'au commerce. Certains cultivent également des vergers de durian, de petai ou de banane.
Le tourisme, en plein essor dans la région, expose cette communauté et son mode de vie spirituel à un afflux continu de visiteurs. Faute de planification, cette fréquentation menace déjà d'éroder leurs valeurs culturelles et environnementales uniques, devenant ainsi une menace sérieuse pour la pérennité de leurs traditions sacrées. 

## Histoire
Les historiens offrent plusieurs lectures de leur origine. La plus répandue voit en eux les survivants d’une garnison du royaume sundanais de Pajajaran (XVIᵉ s.). Le prince Pucuk Umun aurait chargé ces troupes de protéger la forêt du mont Kendeng et la haute Ciujung, artère commerciale alors vitale ; cet ordre expliquerait l’isolement persistant du groupe. D’autres chercheurs, à commencer par le médecin hollandais Van Tricht (1928), estiment au contraire qu’il s’agit d’une population autochtone antérieure, notable par sa résistance aux influences extérieures. Enfin, Danasasmita eet Djatisunda (1986) arguent que le souverain soundanais aurait fait de leur territoire un mandala kabuyutan - une zone sacrée chargée du culte des ancêtres - d'où la permanence de leur religion d'origine.  

## Croyances
Les Baduy pratiquent le Sunda Wiwitan, un animisme ancestral centré sur le culte des ancêtres et des forces naturelles. Bien que fondamentalement autochtone, cette foi a absorbé au fil du temps quelques éléments hindouistes, bouddhistes puis islamiques. Ils vénèrent une divinité suprême, Batara Tunggal, et se considèrent comme les descendants de sept divinités mineurs que celui-ci envoya sur Terre à l'aube de l'humanité. Le lieu de cette descente divine, Arca Domasa est une terrasse naturelle qui surplombe la rivière Ciujung, au sud des hameaux. Lieu le plus sacré, il abrite et honore les esprits de leurs ancêtres. 
Leur devoir premier est l’ascèse rituelle (mandita) destinée à préserver l’harmonie du monde. 
Leur cosmologie s'inscrit dans un espace soigneusement balisé : l'est et le sud sont des directions sacrées, si bien que les visiteurs doivent pénétrer leur territoire par le nord ou l'ouest (Garna 1987 ; Permana 2006). Les tombes ancestrales, les statues sanctifiées, les forêts interdites et les hameaux des Baduy Dalam occupent la partie la plus méridionale de la zone d'habitat. Cette séparation entre espace sacré et profane se reflète également dans la symbolique des couleurs : les Baduy Dalam portent le blanc, tandis que les Baduy Luar s'habillent de noir. À noter, selon Danadibrata (2006), que le mot baduy pour "rouge" - siang - est considéré comme tabou. 
Chaque année, au mois de Kalima du calendrier javanais, le Pu’un (chef religieux) et quelques élus y accomplissent un rituel ; l’eau recueillie dans une pierre-mortier sert d’augure climatique — claire et pleine, elle annonce pluies abondantes et récoltes prospères, vide ou trouble, une mauvaise année.
En parallèle, un code coutumier strict, le Sianlanguh, impose de minimiser toute empreinte humaine et exprime le respect absolu de la nature : en agriculture, on ne laboure ni ne terrasse ; on se contente de semer à l’aide d’un simple bâton de bambou (tugal) ; lorsqu’on bâtit une maison, le relief du sol reste intact - les poteaux de structures sont donc d’inégale longueur ; la même éthique guide la vie quotidienne, la parole reste franche et le commerce se pratique sans marchandage.
Toutes ces pratiques reflètent l’ancien système religieux sundanais tel qu’il existait avant l’islamisation de Java occidental.

## Galerie

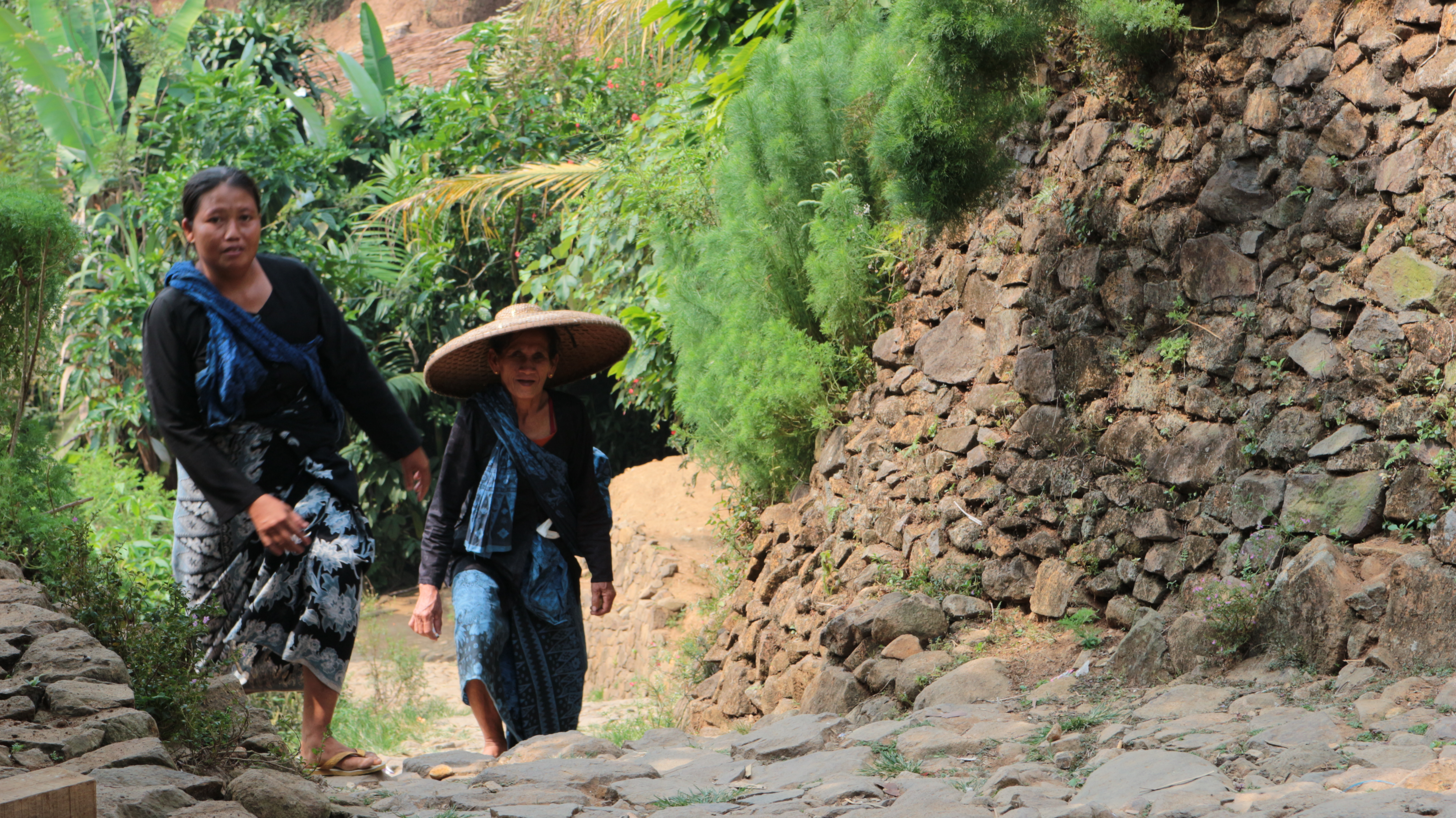
Femmes Baduy Luar avec leur tenue noire
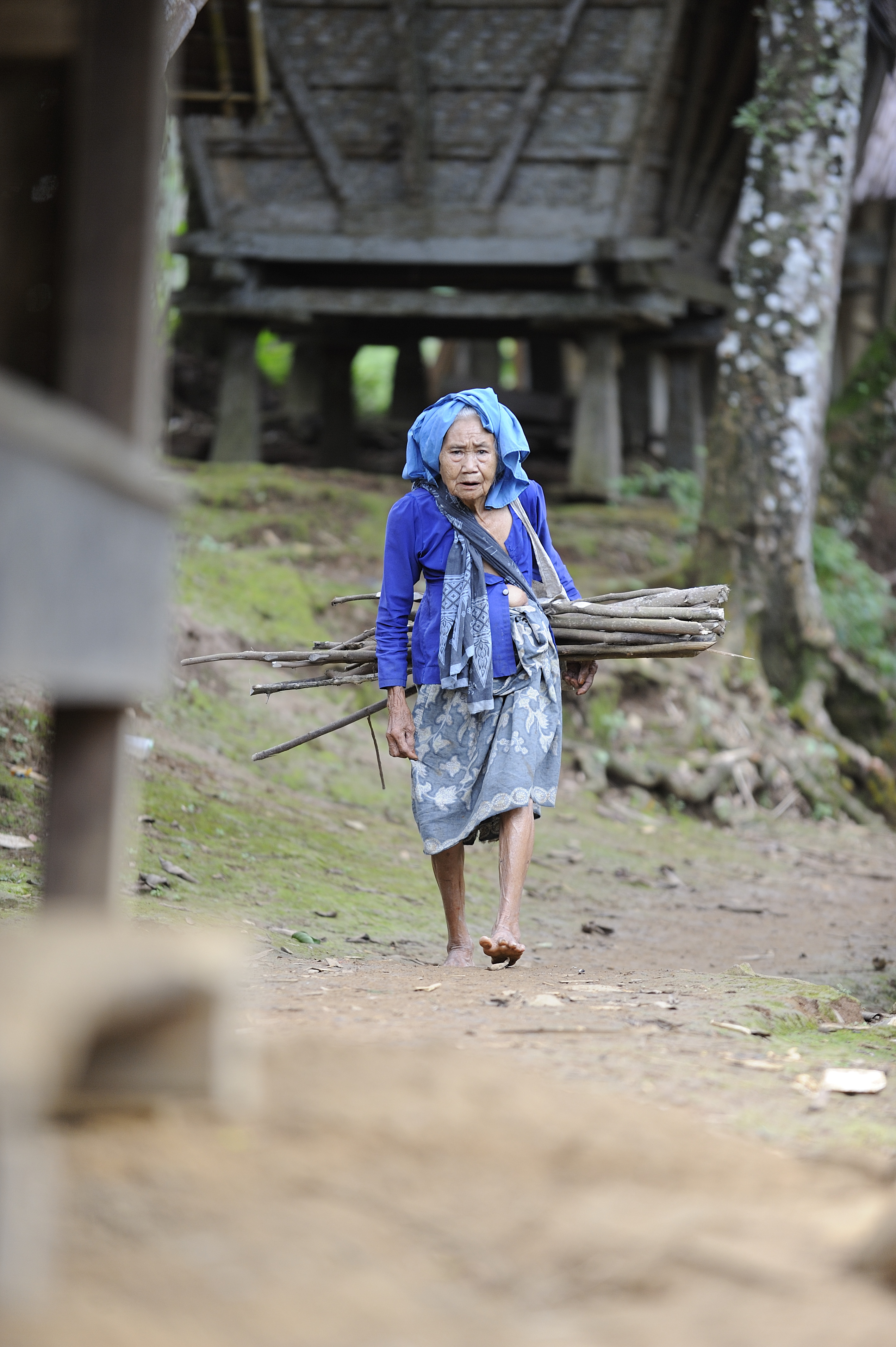
Vieille dame baduy
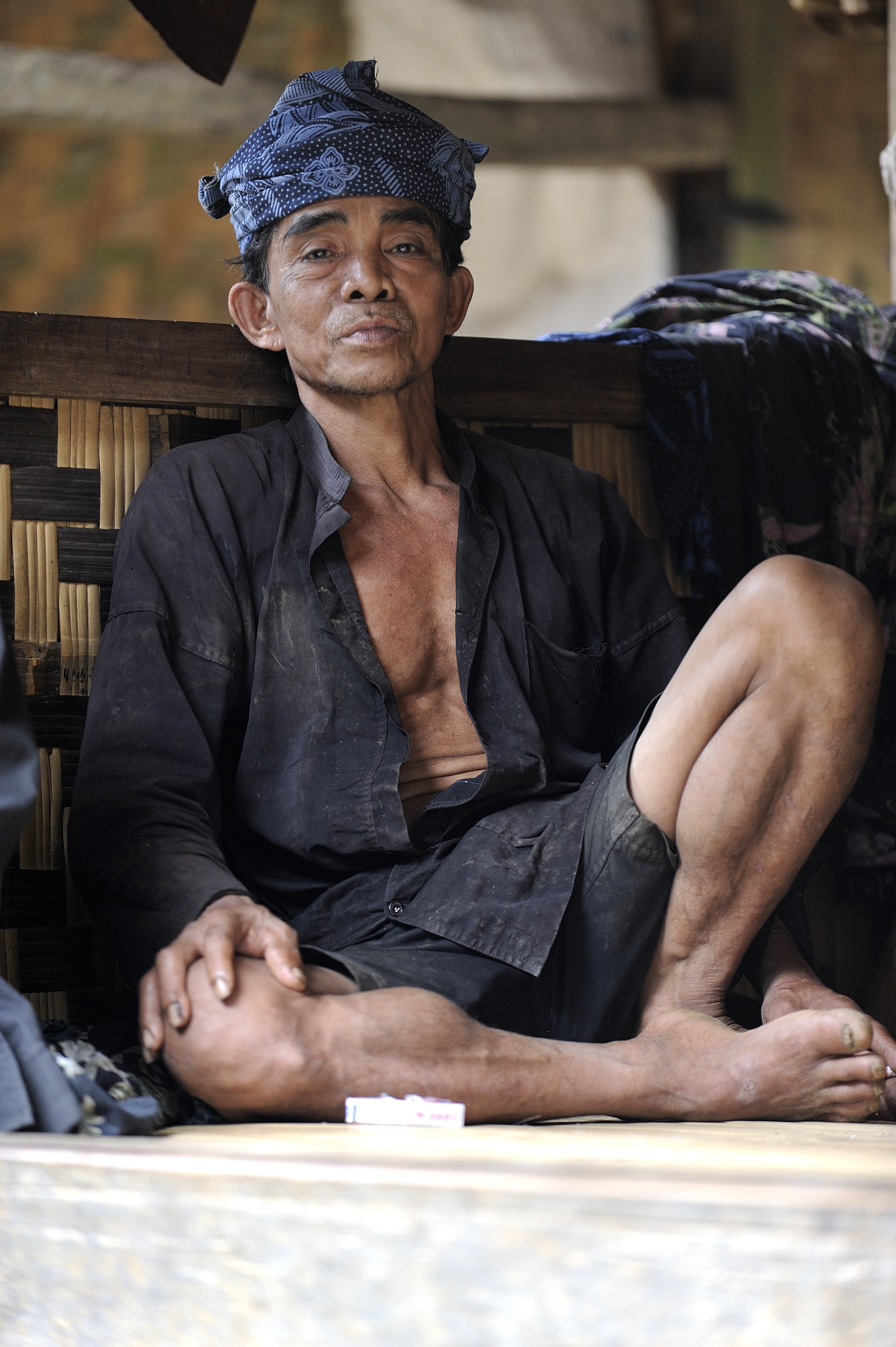
Un Baduy Luar en tenue traditionnelle noire
Enfants baduy
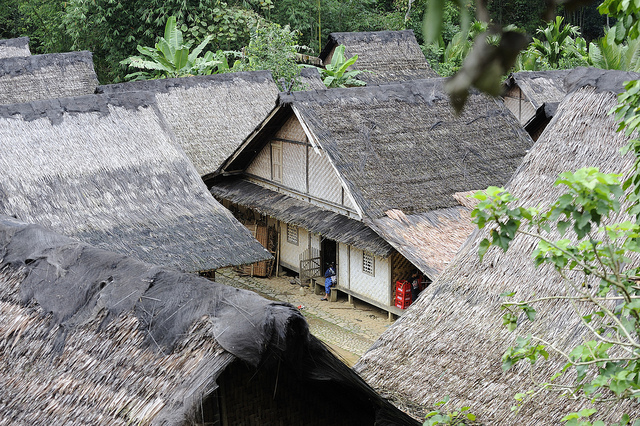
Kanekes, le village des Baduy
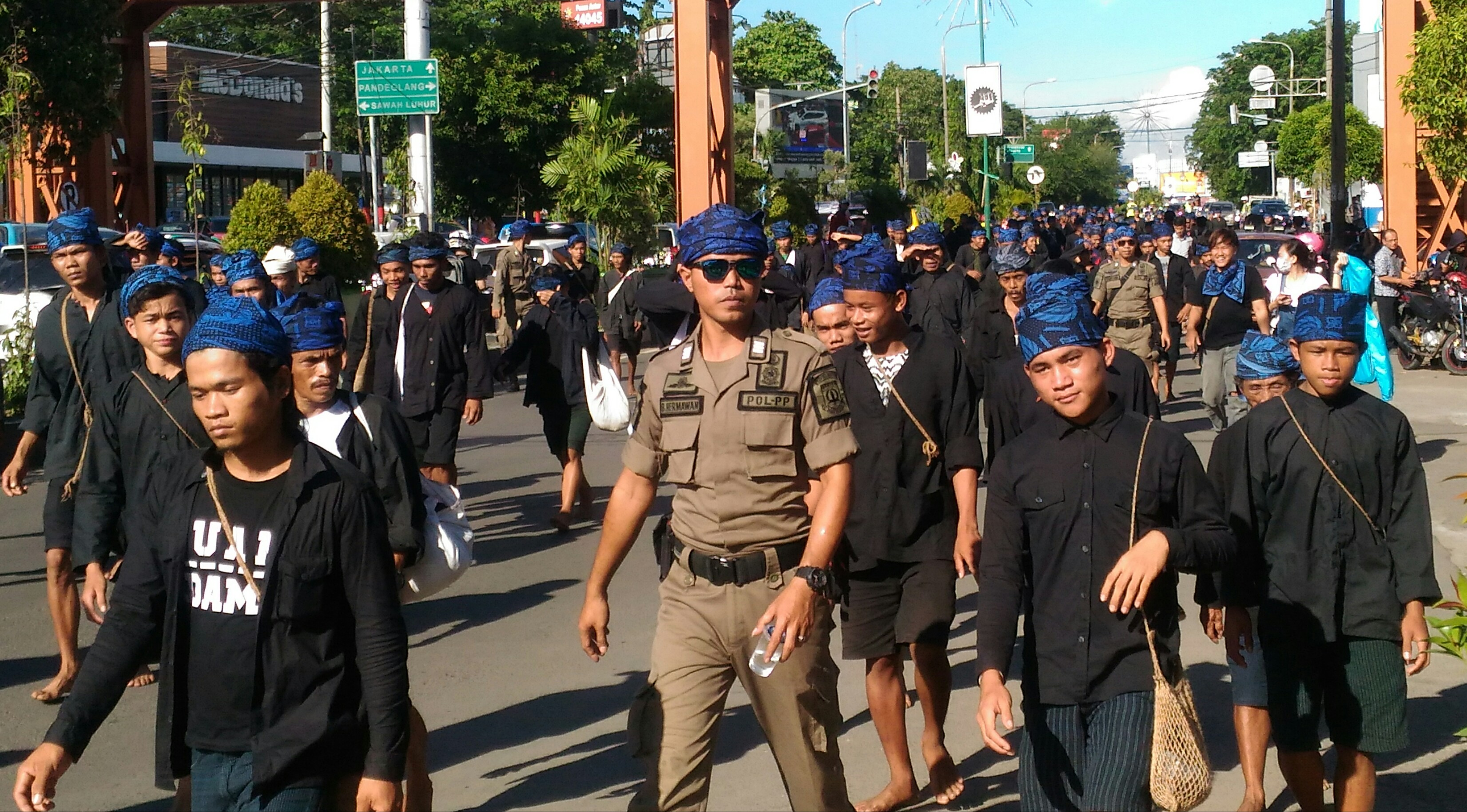
Cérémonie du Seba, dans laquelle des Baduy Luar viennent offrir au gouverneur de Banten du riz de la nouvelle récolte